# Mossi (jezik)
Mossi (koji se naziva i mòoré, mooré, moré, moshi, mossi, moore) je jezik, koji se govori u prvom redu u Burkini Faso. 
Jezik ponajviše govori istoimena etnička grupa Mossi. Međusobno se razumiju s govornicima jezika Dagbani, koji se govori u sjevernoj Gani. Mossi govori oko 5 milijuna ljudi u Burkini Faso, te više od 50,000 govornika u drugim afričkim državama kao što su: Benin, Obala Bjelokosti, Gana, Mali i Togo. Njime se služe: pastiri, poljoprivrednici muslimani, kršćani i animisti. Na jeziku postoji: Biblija, rječnik, gramatika i radio program.
Dijalekti ovog jezika su: saremdé, taolendé, yaadré, yanga, diabo, ouagadougou, joore, yaande, zaore i yana. Jezik koristi latinicu bez slova: C, J, Q, X, te koristi dodatne oblike slova E, I, U i apostrof. To je tonski jezik.